# Урсула-Франциска Радзивілл
Урсула-Франциска з князів Вишневецьких Радзивілл (13 лютого 1705, м. Чарторийськ, нині село, Україна — 23 травня 1753) — представниця русько-литовського магнатського та князівського роду, польськомовна поетеса, письменниця та драматург.

## Життєпис
Народилася 13 лютого 1705 року у містечку Чарторийськ (нині село Маневицької селищної громади Камінь-Каширського району Волинської області, Україна). Походила з відомого роду князів Вишневецьких. Донька краківського воєводи Януша Антонія Вишневецького та його дружини Теофілії Лещинської. Була родичкою представників багатьох магнатських родів України та Польщі. Її бабуся Ганна Дольська з Ходоровських та батько були у гарних стосунках із гетьманом України Іваном Мазепою, вони запросили останнього (незважаючи на різне віросповідання) стати хрещеним батьком Урсули-Франциски, що відбулося у маєтку Біла Криниця під Дубном.
Отримала чудову домашню освіту. Замолоду стала складати вірші та оповідки. У 1725 році вийшла заміж за Михайла Казиміра Радзивілла «Рибоньку», переїздить до замку Несвіж. Тут вона займалася вихованням дітей, складанням п'єс та лібрето. Водночас займається громадською та просвітницькою діяльність. Стає панною Ордену Зоряного хреста, однієї з найпочесніших нагород Священної Римської імперії. Листувалася з відомим суспільними діячами Речі Посполитої та Німеччини. Заснувала у 1740 році у Несвіжі придворний театр, а у 1746 році особисто очолила його. Померла 23 травня 1753 року у маєтку Пуцевичі.

## Творчість
Відома як перша жінка-драматург Речі Посполитої. У Білорусі вважається першою жінкою-письменницею та драматургинею. Складала свої твори польською мовою. У її доробку 16 п'єс та 17 лібрето, що були зведені у збірки та видані після смерті Урсули-Франциски у 1754 році. Згодом про них забули, лише у 2003 році відбулося друге видання. Багато з них є творчою обробкою п'єс Мольєра. П'єси є поєднанням барокових форм й класицизму зі значною кількістю фантазії, гротеску, дотепних та любовних сцен. Про це свідчать їхні назви, зокрема «Любов — зацікавлений суддя», «Любов — досконалий майстер», «Дотепне кохання».
Окрім віршованих творів Урсула-Францішка є автором «Застереження моїй доньці» й «Про обов'язки християнського жовніра».

## Родина
Чоловік — Михайло Казимир «Рибонька» Радзивілл (1702—1762). Діти:
- Кароль Станіслав «Пане-коханку» Радзивілл (1734—1790) — воєвода віленський
- Януш Тадеуш (1734—1750),
- Теофіла Констанція (1738—1818)
- Катерина Кароліна (1740—1789) — дружина Станіслава Фердинанда Жевуського, хорунжого великого литовського.